# Amphisbaena ridleyi
Amphisbaena ridleyi este o specie de reptile din genul Amphisbaena, familia Amphisbaenidae, ordinul Squamata, descrisă de Boulenger 1890. A fost clasificată de IUCN ca specie cu risc scăzut. Conform Catalogue of Life specia Amphisbaena ridleyi nu are subspecii cunoscute.

## Galerie

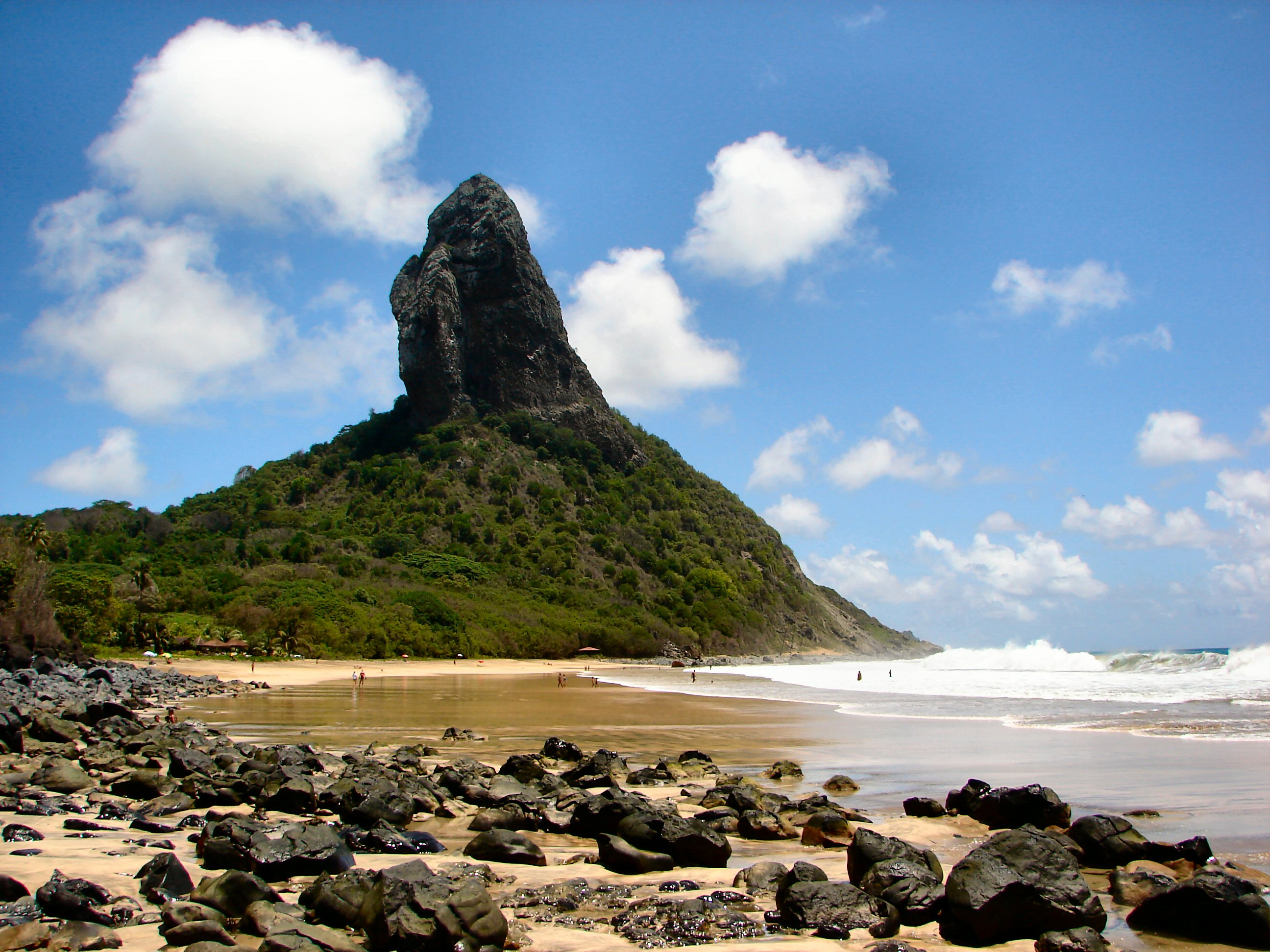